# Nationale Union der Unabhängigen
Die Nationale Union der Unabhängigen (französisch: Union Nationale des Indépendants, Kürzel: UNI) ist eine politische Partei in Niger.

## Geschichte
Die Nationale Union der Unabhängigen wurde am 17. Mai 1999 von Amadou Ali Djibo in Hinblick auf die bevorstehenden Präsidentschaftswahlen von 1999 gegründet. Djibo war ursprünglich ein Parteimitglied der Nationalen Bewegung der Entwicklungsgesellschaft (MNSD-Nassara) gewesen, aus der er in den frühen 1990er Jahren ausgetreten war. Er war seitdem an der Gründung mehrerer kleiner Parteien beteiligt gewesen. Bei den Präsidentschaftswahlen von 1999 wurde Djibo dann letzter von sieben Kandidaten. Er erhielt 1,73 % der Stimmen. Bei der Stichwahl unterstützte die UNI Mahamadou Issoufou von der Nigrischen Partei für Demokratie und Sozialismus (PNDS-Tarayya), der jedoch dem MNSD-Nassara-Kandidaten Mamadou Tandja unterlag.
In einem Wahlbündnis mit dem PNDS-Tarayya gelang es der UNI bei den Parlamentswahlen von 2004 ein Mandat zu gewinnen und erstmals in die Nationalversammlung einzuziehen. Bei den Parlamentswahlen von 2009, die von den großen Oppositionsparteien nach dem autoritären Kurswechsel von Staatspräsident Mamadou Tandja boykottiert wurden, wie bei den freien Parlamentswahlen von 2011 verteidigte die Nationale Union der Unabhängigen jeweils ihren Sitz in der Nationalversammlung. Die Partei unterstützte bei den Präsidentschaftswahlen von 2011 den MNSD-Nassara-Kandidaten Seini Oumarou, der sich jedoch Mahamadou Issoufou vom PNDS-Tarayya geschlagen geben musste. Bei den Parlamentswahlen von 2016 verfehlte die UNI den Wiedereinzug in die Nationalversammlung.